# アミティ・ビレッジ

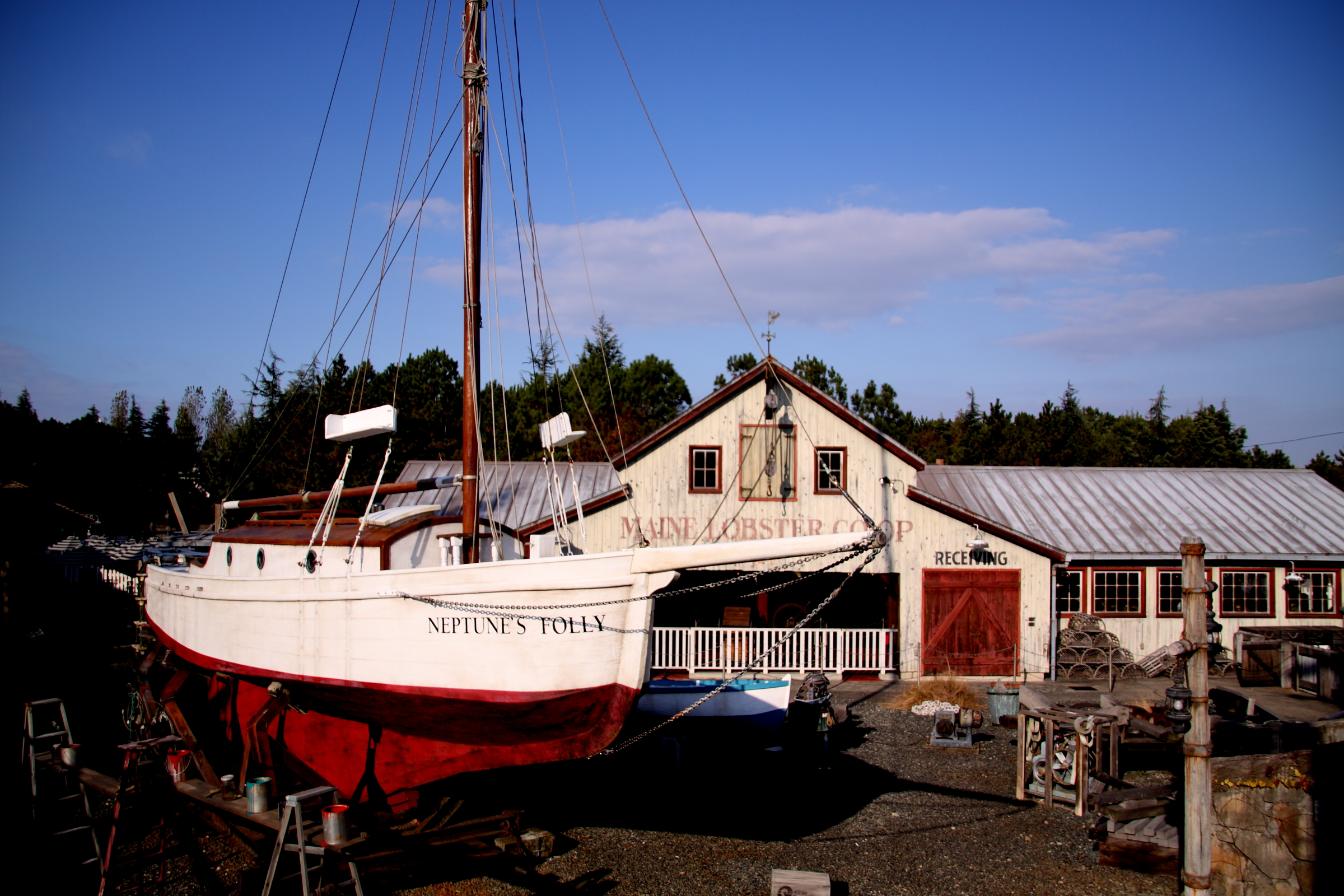
アミティ・ビレッジの風景

アミティ・ビレッジ（Amity Village）とは、ユニバーサル・スタジオ・ジャパンにあるエリアの一つである。

## 概要
映画「ジョーズ」の舞台となった漁村アミティを再現したエリア。ただ、人食いザメの恐怖にさらされたのは昔のこと、その歴史も観光資源となっている。

## 施設

### アトラクション
ジョーズ

### レストラン
- アミティ・ランディング・レストラン
- ボードウォーク・スナック
- アミティ・アイスクリーム

### ショップ
- ジョーズ・フォト
- アミティ・ボードウォーク・ゲーム
- ハリウッド・ムービー・メーキャップ

### クローズした施設

#### ショップ
- アミティ・アイランド・ギフト

## エンターテインメント

### 終了したエンターテインメント
- ビジー・ニキータ